# Virginia Genta

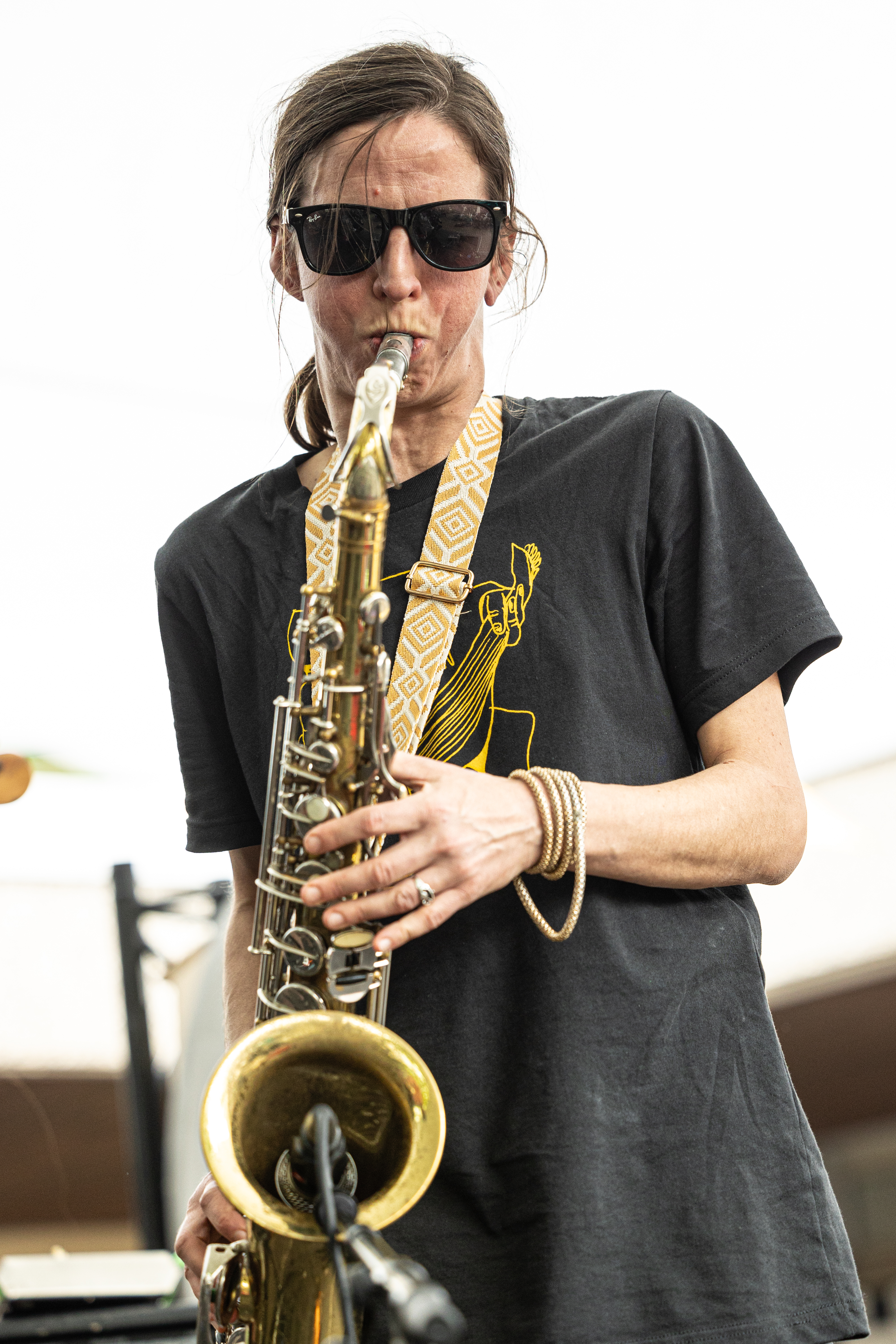
Virginia Genta (2024)

Virginia Genta (* 1984 in Venetien) ist eine italienische Improvisationsmusikerin (Saxophone, auch Flöten, Klarinette sowie Schlagzeug und Keyboards).

## Wirken
Genta begann bereits in jungen Jahren mit dem Improvisieren und brachte sich das Saxophonspielen autodidaktisch bei. Seit 2003 arbeitet sie mit dem Schlagzeuger und Perkussionisten David Vanzan in verschiedenen Projekten wie dem Jooklo Duo, Neokarma Jooklo Trio, Golden Jooklo Age und dem Jooklo Finnish Quartet zusammen. Zudem ist sie mit Künstlern wie Takehisa Kosugi, Hartmut Geerken, Kawabata Makoto, Sonic Youth, Chris Corsano, Sonny Simmons, Don Moye oder der Dance Company von Merce Cunningham aufgetreten. Als Improviser in Residence wirkt sie 2024 in Moers.

## Diskographische Hinweise
- Virginia Genta & Chris Corsano: The Live in Lisbon (8mm Records, 2009)
- Virginia Genta / David Vanzan / Chris Corsano: Live (Troglosound 2013)
- Virginia Genta, Dag Stiberg, Jon Wesseltoft, David Vanzan: Det kritiske Punkt (Feeding Tube Records 2015)
- Jooklo Trio: It Is What It Is (Relative Pitch Records 2019, mit Brandon Lopez, David Vanzan)
- Melting Mind: At Grnd Zero (Relative Pitch Records 2023, mit Michele Mazzani, Matteo Poggi, David Vanzan)